# Lorenzo López Buera
Lorenzo López Buera (nacido en 1891 en Selgua, Huesca) fue un médico y político español.

## Reseña biográfica
Licenciado en Medicina por la Universidad de Barcelona. Fue neumólogo.
Miembro del Consejo Directivo de la Derecha Aragonesa (1934).
Diputado Provincial de Zaragoza en representación del distrito Ejea-Sos.
Del 18 de marzo de 1940 al 15 de abril de 1940 fue Presidente de la Diputación Provincial de Zaragoza.
Del 07 de septiembre de 1942 al 28 de octubre de 1942 fue Presidente de la Diputación Provincial de Zaragoza.
Falleció en 1952.
| Predecesor: Miguel Allué Salvador | Presidente de la Diputación Provincial de Zaragoza 18 de marzo de 1940 - 15 de abril de 1940        | Sucesor: Enrique Giménez Gran  |
| Predecesor: Enrique Giménez Gran  | Presidente de la Diputación Provincial de Zaragoza 07 de septiembre de 1942 - 28 de octubre de 1942 | Sucesor: Eduardo Baeza Alegría |